# ARAPPLI
ARAPPLIとは、iPhone、Android上で動作する拡張現実ソフトウェアである。アララ株式会社が無償で提供している。

## 概要
ARAPPLI(アラプリ）はQRARマークをトリガーにして、動画・3DCG・アニメーション等リッチなAR（拡張現実）コンテンツをダウンロード、ひとつのアプリで無限にARコンテンツを展開できる、ビジョンベース型ARプラットフォームサービス。iPhone、Androidアプリとして無料提供している。
表示したARコンテンツは「My Box」内に保存（一部保存不可）され、コレクションとしていつでも楽しめるほか、AR再生画面を撮影をしてtwitter、Facebook、LINE、mixiへアップロードすることも可能。
チャット機能により、ログインしたユーザ同士でコミュニケーションができ、チャット対応ARコンテンツ「charm（チャーム）」も送り合うことができる。

## チャット機能
ログインしたユーザ同士で、コミュニケーションすることができるチャット機能がある。
文章の他、チャット用のARコンテンツ「charm（チャーム）」を送り合うことができるのが特色となっている。
「charm」は自社コンテンツの「クリーミー」、「クロエ」、「ダニエル」の他、下記のようなキャラクターの「charm」が
原作者監修の下で制作された。
- 「いたずらぐまのグル〜ミ〜」 : 株式会社チャックスグラフィート
- 丹波竜の「ちーたん」 : 兵庫県丹波市
- トーフ親子（TO-FU OYAKO） : 有限会社デビルロボッツ
- シリーズ「生きる」土下座 : 有限会社ザリガニワークス
- 無気力フレンズ : 有限会社ザリガニワークス
- パンパカパンツ : みんなで歌おう！キャラソン委員会

## バージョン情報
| リリース日     | バージョン | 変更点                                                   |
| 2010年12月16日 | 1.0        | iPhoneアプリリリース                                     |
| 2011年3月31日  | 1.5        | Androidに対応、TwitterFacebookへのアップロード機能を搭載 |
| 2011年5月17日  | 2.0        | PUSH機能、マーケット機能、Mixiへのアップロード機能を搭載 |
| 2011年7月4日   | -          | iPad 2版をリリース                                       |
| 2011年9月1日   | 2.5        | AR Maker機能を搭載                                       |
| 2012年9月29日  | 3.0        | UIを一新、チャット機能を搭載                             |

## 沿革
2010年
- 10月27日 - 名古屋にてフランフラン フラッグシップショップにてスノードロップARを披露。
- 12月14日 - アラプリ設立記者会見。
- 12月16日 - App Storeに登録完了。アラプリ正式リリース。
- 12月20日 - エディオングループ『エディ店長』店頭ポスターAR実施。
- 12月28日 - エディオングループ『スチーブン』AR POP 実施。
- 12月31日 - 六本木ヒルズMADO LOUNGEにて『モエ・エ・シャンドンAR』を実施。

2011年
- 1月1日 - さまざまな年賀状で採用。
- 1月22日 - エディオングループ『ラプンツェル・チラシ懸賞』キャンペーンを実施。
- 2月12日 - エディオングループ『ソニーリーダー』ARキャンペーンを実施。
- 2月14日 - 東京急行電鉄　AR画像投稿キャンペーン 『Shibuya Hikarie 撮ったー！キャンペーン』を実施。
- 3月4日 - クリスチャン・ディオール『Dior Adicct』AR。
- 3月16日 - マレーシア初の国産電動スクータープロモーション。
- 3月16日 - 人気フリーペーパー『dictionary』にて採用。様々なARアートワークを表示。
- 3月31日 - ARAPPLI 1.5 　Android版リリース。アイコンとインターフェイスを刷新。
- 4月1日 - 東北地方太平洋沖地震応援ARコンテンツ『ACT FOR JAPAN AR』を配信。様々なアートワークが表示され、曲のラストでは、日本への祈りを込めた折鶴が生き生きと表現されています。1DLに付き10円で70,380円を寄付しました。
- 4月17日 - 宝島社の人気女性誌『GLOW』のイベント『GLOW presents Premium Beauty Salon』にて『GLOW』の表紙モデルになれるARサービスを提供。
- 4月20日 - 関西で活動するミュージシャン佐合井マリ子のニューシングル『想いはどこへ行くだろう』にて佐合井マリ子自身が登場しメッセージをARで発信。
- 5月7日（〜10月19日）- 浜崎あゆみ全国ツアーでグッズカタログから人気キャラクターの“ayupan”が登場しツアーグッズを紹介するARが採用。
- 5月11日 -  国際展示場モバイルマーケティング EXPO。
- 5月17日 - ARAPPLI 2.0　リリース。PUSH機能、マーケット機能、mixiへのアップロード機能を搭載。
- 5月23日 - Faust Adventurers' Guild(Faust A.G.)のイベントブローシャーにてFaust A.G.の活動紹介ARが採用。
- 5月28日 - 大人気女性雑誌『GLOW』7月号で『ARAPPLI(アラプリ)』が採用。表紙がARで登場し、表紙モデル体験。
- 6月1日 （〜9月31日[要検証 – ノート]）- エディオングループの店頭ポスターでスマートフォンフォトフレームとしてディズニーキャラクターがAR で登場し、一緒に記念撮影。
- 6月11日 - 八重洲カンファレンスセンター　Social Conference 2011　参加。
- 6月16日 - 東京おもちゃショー2011で遊戯王ゼアルのモンスター達がARでアニメさながらの演出で登場します。
- 7月4日 - iPad 2版をリリース。
- 7月5日 - 関西NO.1情報雑誌『関西ウォーカー』に記事で紹介されました。またアイドルユニット「Ricotta Veil」のARも制作。
- 7月6日 - P&Gの全国サロンキャラバンに採用。宝島社「InRed」「Myベストヘア」表紙AR。
- 7月8日 - イベント『kitson night Vol.2』にて採用。
- 7月9日 -「ヱヴァンゲリヲン×箱根町×TOYOTA 電力補完計画 節電推進Ver. in 第3新東京市立第壱中学校」で採用。
- 7月12日 - Apple Store 銀座第一回スマートARカフェ 参加。
- 7月19日 - パチンコCRリング新台導入キャンペーンに採用。スタンプラリー機能を活用することで、全てのARを集めるとプレゼント応募サイトへ誘導。
- 8月5日 - 産業創造館 ITRT技術展 出展。
- 8月10日 - 第一回拡張現実サミット（マイクロソフト本社）参加。
- 8月12日 - 映画『ワイルド・スピード MEGA MAX』宣伝AR。ポスターと愛車が撮影できるAR。
- 8月12日 - 映画『エンジェル ウォーズ』のブルーレイ&DVDに採用。映画に登場するキャラクターや巨大ロボットが出現するAR。
- 8月16日 - セガが運営する全国のゲームセンターでのエヴァンゲリオンキャンペーンに採用。ヱヴァンゲリヲンのキャラクター達と撮影ができるフォトフレームを配信。
- 8月31日 - 第2回ARカフェ（Theatre Cybird）開催。
- 9月20日 - ポッキーAR。ドリンクアンドポッキーを紹介。
- 9月28日 - 「ジャパンホームショー2011」にて活用される。
- 10月18日 - アメリカ村のRIBIAビジョンにて活用される。
- 10月27日 - 全国のゆうちょ銀行の店頭に貼られるポスターで活用される。
- 10月29日 - 映画『タンタンの冒険/ユニコーン号の秘密』のキャンペーンで活用される。
- 11月5日 - iPhone専門雑誌『iPhone Magazine』とiPhoneイベントでスペシャルコラボ。
- 11月17日 - エールフランス航空協力の羽田空港でのイベントにて活用される。
- 11月24日 - 宝島社のファッション誌『smart』1月号で活用される。
- 11月27日 - 宝島社のファッション誌『GLOW』1月号で活用される。
- 11月28日 - 簡単にオリジナルARを作成できる「AR Maker」に新フレームが追加される。
- 12月1日 - 宝島社のファッション誌『mini』1月号で活用される。
- 12月10日 - 原宿のニコニコ本社のクリスマスARイルミネーションとして活用される。
- 12月3日 - KLMオランダ航空日本就航60周年を記念して開催される「渋谷の街で王冠を探そう！！」イベントで活用される。
- 12月7日 - KLMオランダ航空日本就航60周年の記念キャンペーンで巨大ボーイングと記念写真ができるARキャンペーンで活用される。
- 12月15日 - 角川書店『ストライクウィッチーズ 劇場版』とのコラボレーション年賀状が発売される。
- 12月19日 - 富士山AR年賀状が提供される。

2012年
- 1月21日 - 伊丹市立美術館で開催された「キース・ヘリング展」にて活用される。
- 2月3日 - シンガポール政府が開催するお祭り「Chingay Parade 2012（チンゲイパレード）」で活用される。シンガポールでの初事例。
- 2月8日 - 「AR Maker」を活用するみんなのARグリーティングカードが発売される。
- 2月14日 - コナミデジタルエンタテインメント『ラブプラス』のバレンタインキャンペーンで活用される。
- 2月29日 - モバイルワールドコングレス 2012出展：「アラプリ3.0」構想及び、ARでのコミュニケーションを可能にする「AR Maker」を世界にアピール。
- 2月29日 - 日経新聞朝刊で紹介される。
- 3月14日 - 東京ニュース通信社のテレビ雑誌『テレビブロス』誌上でドラマ『11人もいる!』DVD販売促進のためARプロモーションを活用。
- 3月17日 - PSP『ストライクウィッチーズ‐白銀の翼‐』発売＆劇場版公開記念 「ウィッチAR撮影キャンペーン2012 for iPhone」を角川シネマ新宿で開催。
- 3月21日 - 日経MJで紹介「AR販促海外で売り込み」
- 3月24日 - 名古屋テレビ放送のマスコットキャラクター「ウルフィ」がARで出現するキャンペーンを実施。
- 3月28日 - 兵庫県丹波市が観光情報の発信や誘客のプロモーションとして活用。観光名所に名物の「丹波竜」を3DCGでリアルに再現するARや、マスコットキャラクター「丹波竜のちーたん」のARが活用される。
- 5月11日 - 中国新聞で紙面上に“幸せの白い鳩・チューピー”が飛び出して、新聞の新たな楽しみ方をナビゲートされる。
- 5月25日 - 映画『メン・イン・ブラック3』で異星人と記念撮影するフォトARキャンペーンで活用される。
- 7月9日 - MORPGゲーム『ドラゴンネスト』のハロリ役演じる道重さゆみ（モーニング娘。）が約15mのARとして登場するプロモーションキャンペーンで活用される。
- 7月17日 - MORPGゲーム『ドラゴンネスト』のキャンペーンとして、全国のファミリーマートでレシート、及び店頭で掲示されるステッカーでのAR展開が実施される。
- 8月1日 - 一部の大丸松坂屋百貨店店舗の人気キャラクターと記念撮影ができるキャンペーンで活用される。各店舗で異なるキャラクターが準備され、大丸梅田店では「ハローキティ」、大丸神戸店では「丹波竜」、大丸京都店では「スージー・ズー」、心斎橋店では「さくらパンダ」が展開された。
- 9月24日 - サントリーフーズから販売されている「オランジーナ」についてくるエールフランス航空のミニチュア飛行機コレクションに活用される。
- 9月24日 - 全国のサークルKサンクスで『テルマエ・ロマエV（株式会社エンターブレイン）』発売を記念して、入浴中のルシウス・モデストゥスと記念撮影ができるARが活用される。
- 10月2日 - 株式会社大丸松坂屋百貨店で行われる「大丸・松坂屋統合5周年記念　サンクスフェスティバル」で採用される。
- 10月3日 - クーポンマガジン「クーポンランド」の創刊10周年を記念し、Facebookと連動したARファッションフォトコンテストが実施される。
- 10月16日 - エレコム株式会社が10月下旬より発売する「ARグリーティングカード」と「ARコードシール」において採用される。
- 10月23日 - 松坂屋上野店で実施されている「パンダ来日40周年記念」のARキャンペーンで採用される。
- 11月7日 - 株式会社モンテールの人気商品である「牛乳と卵のシュークリーム」15周年キャンペーンの一環として行うARフォトキャンペーンに採用される。
- 11月8日 - パナソニック株式会社のPanasonic Beauty「キレイを贈るクリスマス。」キャンペーン内の一つとして採用される。デフォルメされたイメージキャラクターの俳優が3DCGアニメとして出現するARが展開される。
- 11月9日 - 株式会社平和から登場した新しいパチンコ機種「CRアントニオ猪木という名のパチンコ機 やれるのか、本当にお前」の公式ガイドブックに採用される。
- 11月15日 - エミレーツ航空のドバイ行きペアチケットが当たる「Hello Dubai Campaign」にて採用される。
- 11月16日 - 株式会社バルスが展開するインテリアショップFrancfrancにおいて、Xmas Photo CAMPAIGNに採用される。